# Mirada de mujer, el regreso
Mirada de mujer, el regreso es una telenovela mexicana producida por Elisa Salinas y Fides Velasco para TV Azteca, entre 2003 y 2004. La telenovela es una secuela de Mirada de mujer, siendo adaptado por Luis Felipe Ybarra en su primera etapa y por Alberto Barrera en su segunda etapa. Se estrenó por Azteca Trece el 9 de junio de 2003 en sustitución de El poder del amor y finalizó el 14 de mayo de 2004 siendo reemplazado por La heredera.
Esta protagonizada por Angélica Aragón, Ari Telch y un gran reparto de actores como Evangelina Elizondo, Fernando Luján, María Renée Prudencio, Plutarco Haza, Bárbara Mori, Ana Serradilla, Iliana Fox, entre otros.

## Sinopsis
Han pasado siete años desde la última vez que se vieron y se prodigiarion un adiós que ha resultado largo.
"Un Largo Adiós" es una novela que Alejandro Salas ha escrito en ese tiempo de destierro, y que ha resultado ganadora de un premio internacional.
Alejandro se entera del premio en Barcelona, España, en dónde vive con su hijo Álex. Se entera, el mismo día en que María Inés está comenzando una nueva vida. Ella ha vivido dedicada a sus plantas y sus flores, con sus hijos lejos, cada cual en lo suyo.
Ahí está Andrés, que viene de París, en donde ha llevado una vida que todos creen llena de éxitos, pero que lo ha tenido cercano al infierno. Ahí está Mónica, con su pequeño hijo Diego, hijo del producto de una violación, que ahora es su razón de vivir.
Mama Elena, recién llegada de California, en donde vivía con su hija Consuelo; feliz de ver a María Inés hacer "lo que se debe hacer". Finalmente, ahí está Ignacio, el exmarido y ahora casi amigo, empeñado en la búsqueda del poder, y ahora en campaña en pos de una senaduría.
Una mujer casada, con más de cincuenta años de edad, habrá de luchar y sucumbir ante aquel amor que nunca terminó y se mantuvo en un largo adiós.
La decisión y la lucha no son fáciles. Entre encuentros y desencuentros, los dos enamorados sabrán que estar juntos es una misión difícil.
En el camino, Ignacio será abandonado por Daniela, perderá las elecciones y estará muy cerca de allegarse a la muerte. Será Andrés y al tiempo María Inés, quienes lo volverán a la vida y la cordura.
La familia, habiéndose cimbrado desde un principio, recuperará la calma, el ánimo y la esperanza de que la felicidad es posible para todos, buscándola y encontrándola día con día.
El regreso se da, detrás de esa Mirada de Mujer...

## Reparto

### Principales
- Angélica Aragón como María Inés Domínguez
- Fernando Luján como Ignacio San Millán
- Héctor Bonilla como Jerónimo Cárdenas
- Evangelina Elizondo como Emilia Elena vda. de Domínguez «Mamá Elena»
- María Renée Prudencio como Adriana San Millán Domínguez
- Plutarco Haza como Andrés San Millán Domínguez
- Patricia Llaca como Verónica Segovia
- Rodrigo Abed como Elías
- Bárbara Mori como Mónica San Millán Domínguez
- Verónica Langer como Rosario
- Anna Ciocchetti como Sara Cárdenas
- Paloma Woolrich como Consuelo Domínguez
- René Gatica como Francisco
- Mónica Dionne como Paloma Bravo
- Martha Mariana Castro como Daniela López de San Millán
- Mauricio Ochmann como José Chacón
- Iliana Fox como Ana Camila Serracín
- Ana Serradilla como Carolina Báez
- Fabián Corres como Damián
- Álvaro Carcaño Jr. como Nicolás Navarro
- Xavier Massimi como Santiago
- Olmo Araiza como Álex Salas
- Ari Telch como Alejandro Salas
- Verónica Merchant como Josefina de Miranda
- Héctor Suárez Gomís como Javier Miranda
- Guillermo Gil como Justino
- Mark Tacher como Carlo Cárdenas
- Alejandro Parodi como el general Eladio Chacón Ancira

### Recurrentes e invitados especiales
- Paola Núñez como Diana Báez
- Héctor Arredondo como Julián Camacho
- Dora Montero como Elvia Báez
- Tamara Monserrat como Lorenza
- Muriel Ricard como Ivana
- Claudia Álvarez como Luciana
- Víctor Hugo Arana como Manuel
- Aarón Beas como Fabricio
- Tamara Guzmán como Alba
- Sergio Basáñez como Leonardo
- Martha Cristiana como Irene
- Mariana Gajá como Isabella
- Roberto Mateos como Mauricio
- Ana Graham como Marina
- Claudio Obregón como Don Gil
- Iván Bronstein como Carmelo
- Itari Marta como Sol
- Lourdes Villarreal como Vecina de Alejandro
- Alma Rosa Añorve como Gloria
- Carlos Hays como Lorenzo
- David Ortega como Diego
- Frida Castañeda como Belén
- Carlos Eduardo Cortés como Pablito
- Anette Michel como Caridad
- Gonzalo Vega como Federico
- Julieta Egurrola como Adela de Chacón
- Patricia Bernal como Bertha
- Gabriela de la Garza como Amanda
- Juan Manuel Bernal como Mauro
- Luis Felipe Tovar como Felipe
- Adriana Aiello como Socorro
- Tere Bermea como Tere
- Patricia Blanco como Sra. Siñabraya
- Renata del Castillo como Doctora #1
- Sandra Burgos como Doctora #2
- René Carmelo como Amigo de Eladio
- Ana Cervantes como Lola
- José Escandón como Lauro Gutiérrez
- Jorge Galván como Esteban
- Aarón Hernández como Claudio
- Guillermo Larrea como Marcelo
- Ricardo Lorenzana como Comandante
- Mario Loría como Pablo
- Mildred Motta como Mildred
- Fernando Alonso como Daniel
- Carlos Ortega como Lic. Gustavo
- Mauricio Rodríguez como Lalo
- Martín Hernández como Christian
- Gabriel Ronquillo como Detective Ramírez
- Rocío Verdejo como Secretaria
- Román Walker como Dr. Ruédano
- Homero Wilmer como Padre
- Alberto Zeni como Beto

## Producción
La producción de la telenovela comenzó el 29 de abril de 2003 y el rodaje inició el 8 de mayo de 2003.

### Secuela
Es la continuación de la primera parte Mirada de mujer hecha en 1997 protagonizada por Angélica Aragón y Ari Telch.

### Tema Principal
Mentira - Gilberto Santa Rosa